# 不列顛阿德菲酒店
不列顛阿德菲酒店（Britannia Adelphi Hotel）是位於英格蘭默西賽德利物浦的一家酒店。現在的酒店是第三代酒店建築，被列入英國二級登錄建築。酒店由不列顛酒店集團所有管理。不列顛阿德菲酒店共有402個房間，並包括會議室和健身房等設施。

## 外部連結
- Britannia Hotels（页面存档备份，存于）